# Nicole Brown Simpson
Nicole Brown Simpson (Frankfurt, 19 de maio de 1959 — Brentwood, 12 de junho de 1994) foi esposa do jogador de futebol americano e ator O. J. Simpson e mãe de dois filhos dele, Sydney e Justin. Ela foi encontrada morta na sua residência em Brentwood, Califórnia, em 13 de junho de 1994, junto com seu amigo Ron Goldman. O.J. foi acusado pelo assassinato, mas acabou inocentado após um julgamento controverso.

## Início de vida
Nicole nasceu no dia 19 de maio de 1959 em Frankfurt, filha de Juditha Anne Brown (solteira Baur; 1931) e Louis Hezekiel Brown (1923-2014). Sua mãe era alemã, e seu pai americano. Ela estudou na escola Rancho Alamitos High School  em Garden Grove, Califórnia, e mais tarde na escola Dana Hills High School, em Dana Point, Califórnia.

## Relacionamento com O.J. Simpson
Nicole conheceu O.J. em 1977 quando ela tinha 18 anos e trabalhava como garçonete em Beverly Hills em um clube privado chamado The Daisy. Apesar de O.J. ainda estar casado com sua primeira esposa, Marguerite, eles começaram a se encontrar. Ele e Marguerite se divorciaram em março de 1979.
O.J. e Nicole se casaram em 2 de fevereiro de 1985, cinco anos depois de sua aposentaria como jogador de futebol americano profissional. O casamento deles durou sete anos, tendo dois filhos, Sydney e Justin. O.J. foi acusado por violência doméstica  em 1989. Nicole entrou com processo de divórcio em 25 de fevereiro de 1992, alegando "diferenças irreconciliáveis". No início de 1993, Nicole e O.J. tentaram se reconciliar até que Nicole foi assassinada em 1994, caso ainda sem resolução.

## Morte
Nicole morava em South Bundy Drive, em Brentwood, Los Angeles, Califórnia, com seus dois filhos. No dia 13 de junho de 1994, aos 35 anos, foi encontrada morta do lado de fora de sua casa, junto com seu amigo Ron Goldman, deitada em posição fetal em uma piscina de sangue.
Uma autópsia determinou que Nicole foi esfaqueada sete vezes no pescoço e na cabeça, e tinha um corte de 14 centímetros na garganta, que cortou suas artérias carótidas esquerda e direita e rompeu suas veias jugulares direita e esquerda. O corte no pescoço de Nicole foi tão profundo que penetrou 1,9 cm na sua coluna cervical, quase decapitando-a. Ela também tinha cortes nas mãos, demonstrando posição de defesa.

## Consequências
O corpo de Nicole foi sepultado no Ascension Cemetery, em Lake Forest, Califórnia.
O.J., ex-marido de Nicole, foi preso e acusado pelo seu assassinato, mas foi absolvido em um julgamento controverso, que recebeu ampla cobertura midiática. Ele foi acusado pelas mortes de Nicole e Ron mais tarde, em uma ação civil trazida pelos familiares das duas vítimas.
Uma fundação chamada Nicole Brown Foundation foi criada em 1994 em sua memória. Mais tarde renomeada Nicole Brown Charitable Foundation, teve uma redução de concessão de doações em 1999 devido a uma queda nas doações e práticas de gestão questionáveis. Sua irmã, Denise Brown, foi centro de controvérsias envolvendo a fundação, mas mantém o "propósito de alertar, ensinar e inspirar a comunidade".
Em 1995, a amiga íntima de Nicole, Kris Jenner, nomeou sua filha Kendall Nicole Jenner em homenagem a Nicole.
Em 1996, após a conclusão do julgamento, foi concedido a O.J. a custódia integral dos filhos do casal, Sydney e Justin. Os pais de Nicole continuaram lutando pela custódia, sem sucesso.
Depois da morte de Nicole e Ron, a casa em que ocorreram os assassinatos, na 875 South Bundy Drive, ficou vazia por dois anos, até que o novo proprietário remodelou o imóvel e mudou seu endereço.